# Interstate 885
Pour les articles homonymes, voir Route 885.
L'Interstate 885 (I-885) est une autoroute auxiliaire de 11,5 miles (18,5 km) de Caroline du Nord. Elle relie la NC 540 et l'I-40 avec l'I-85 dans la région de Durham. La route consiste en deux segments préexistants d'autoroute (la NC 147 au sud et la US 70 au nord) reliés par le East End Connector, lequel a ouvert en juin 2022.
La NC 147 a été raccourcie et retirée du segment sud de la Durham Freeway et du segment nord du Triangle Expressway, lesquels sont désormais numérotés I-885 et NC 885, respectivement. La route forme un multiplex avec la US 70 à partir de la sortie 10 jusqu'à son terminus nord. L'autoroute permet de contourner le centre-ville de Durham ainsi que d'accéder du Research Triangle Park depuis le centre-ville de Durham, via l'I-40 et l'I-85.

## Description du tracé
La NC 885 débute à l'échangeur avec la NC 540. Elle n'a qu'un échangeur avant d'atteindre le terminus sud de l'I-885 et de se terminer à l'échangeur avec l'I-40, où l'I-885 débute. L'autoroute emprunte l'ancien tracé de la NC 147 vers le nord. Aux limites de Durham, la NC 147 débute et se dirige vers le centre-ville de Durham alors que l'I-885 se dirige au nord-est sur le East End Connector avant d'atteindre la US 70, bifurquant au nord-ouest avec cette dernière. L'autoroute continue au nord et atteint son terminus nord à la jonction avec l'I-85.

## Liste des sorties
| Interstate 885                                             |                        |       |       |        |                                                         |                                                                 |
| Comté                                                      | Municipalité           | mi    | km    | Sortie | Intersections / Destinations                            | Notes                                                           |
| Wake                                                       | Morrisville            |       |       |        | McCrimmon Parkway                                       | Prolongement proposé                                            |
| Wake                                                       | Morrisville            | 0,00  | 0,00  | 1      | NC 540 (en) vers I-40 / I-540 / US 1 – Raleigh, Sanford | Terminus sud de NC 885                                          |
| Durham                                                     | Research Triangle Park | 0,70  | 1,10  | 2 / 3  | Davis Drive / Hopson Road                               | Indiqué sortie 2 en direction nord et sortie 3 en direction sud |
| Durham                                                     | Research Triangle Park | 3,10  | 5,00  | 5      | I-40 vers NC 54 (en) – Raleigh, Chapel Hill             | Terminus nord de NC 885 et terminus sud de l'I-885              |
| Durham                                                     | Research Triangle Park | 4,10  | 6,60  | 6      | Research Triangle Park / East Cornwallis Road           |                                                                 |
| Durham                                                     | Research Triangle Park | 4,70  | 7,60  | 7      | T.W. Alexander Drive                                    |                                                                 |
| Durham                                                     | Research Triangle Park | 5,80  | 9,30  | 8      | Ellis Road                                              |                                                                 |
| Durham                                                     | Durham                 | 7,70  | 12,40 | 9      | NC 147 (en) nord – Durham                               |                                                                 |
| Durham                                                     | Durham                 | 8,60  | 13,80 | 10     | US 70 est – Raleigh                                     | Terminus sud du multiplex avec US 70                            |
| Durham                                                     | Durham                 | 9,80  | 15,80 | 11     | US 70 Bus. ouest / NC 98 (en) – Durham, Wake Forest     |                                                                 |
| Durham                                                     | Durham                 | 10,80 | 17,40 | 12     | Cheek Road                                              |                                                                 |
| Durham                                                     | Durham                 | 11,50 | 18,50 | 13     | I-85 sud / US 15 sud / US 70 ouest – Greensboro         | Terminus nord du multiplex avec US 70; sortie 178 de l'I-85     |
| Durham                                                     | Durham                 | 11,50 | 18,50 | 13     | I-85 nord / US 15 nord – Henderson, Petersburg          | Terminus nord du multiplex avec US 70; sortie 178 de l'I-85     |
| - Terminus de multiplex - Non-ouvert - Transition de route |                        |       |       |        |                                                         |                                                                 |